# 滋賀県道146号欲賀守山甲線
滋賀県道146号欲賀守山甲線（しがけんどう146ごう ほしかもりやまこうせん）は、滋賀県守山市を通る一般県道である。

## 概要
守山市山賀から守山市守山2丁目に至る。
通称、南守山街道の北部を占める（山賀交差点 - 金森町西交差点）。

### 路線データ
- 起点：守山市山賀（山賀交差点、滋賀県道26号大津守山近江八幡線交点）
- 終点：守山市守山2丁目（守山銀座西交差点、滋賀県道2号大津能登川長浜線交点）
- 総延長：3.7 km

## 路線状況

### 通称
- 南守山街道（山賀交差点 - 金森町西交差点）

### 重複区間
- 滋賀県道42号草津守山線（守山市金森町・金森町西交差点 - 守山市金森町）

## 地理

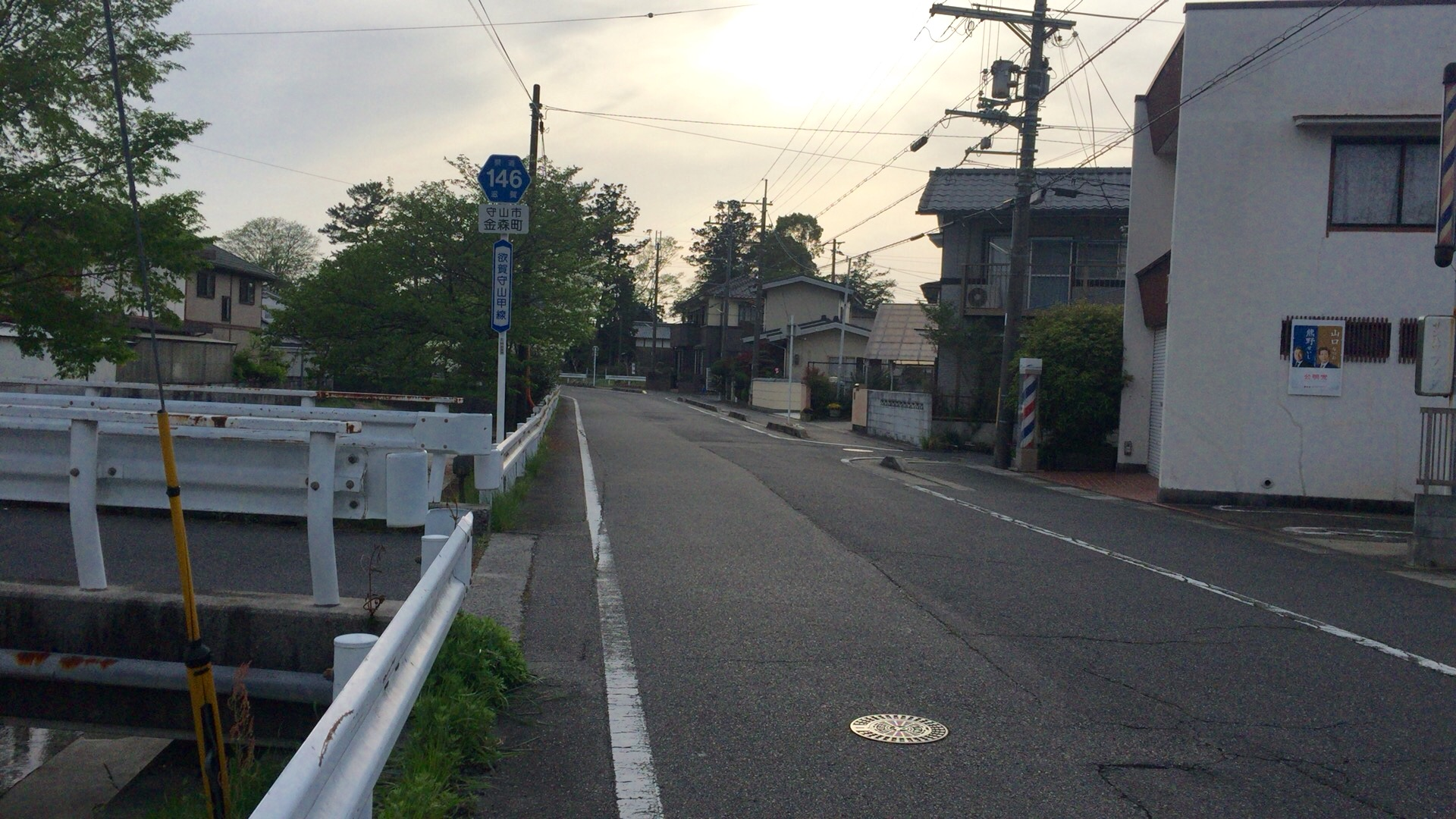
守山市金森町。

### 通過する自治体
- 守山市

### 交差する道路
| 交差する道路                                                           | 交差する場所 | 交差する場所            |
| ---------------------------------------------------------------------- | ------------ | ----------------------- |
| 滋賀県道26号大津守山近江八幡線 / 浜街道                                | 山賀         | 山賀交差点 / 起点       |
| 滋賀県道42号草津守山線 / 湖南街道 重複区間起点 滋賀県道145号片岡栗東線 | 金森町       | 金森町西交差点          |
| 滋賀県道42号草津守山線 / 湖南街道 重複区間終点                         | 金森町       |                         |
| くすの木通り                                                           | 金森町       | 金森町交差点            |
| 新中山道                                                               | 守山3丁目    | 泉町交差点              |
| 滋賀県道2号大津能登川長浜線 / 旧中山道                                 | 守山2丁目    | 守山銀座西交差点 / 終点 |

### 沿線
- グンゼ 守山工場
- トーヨーカラー 守山製造所
- 大同塗料 滋賀工場
- 金神社
- 滋賀県立守山高等学校
- 守山市立守山中学校
- 社会福祉法人友愛会 カナリヤ保育園